# Iide
Koordinaten: 57° 59′ N, 22° 4′ O

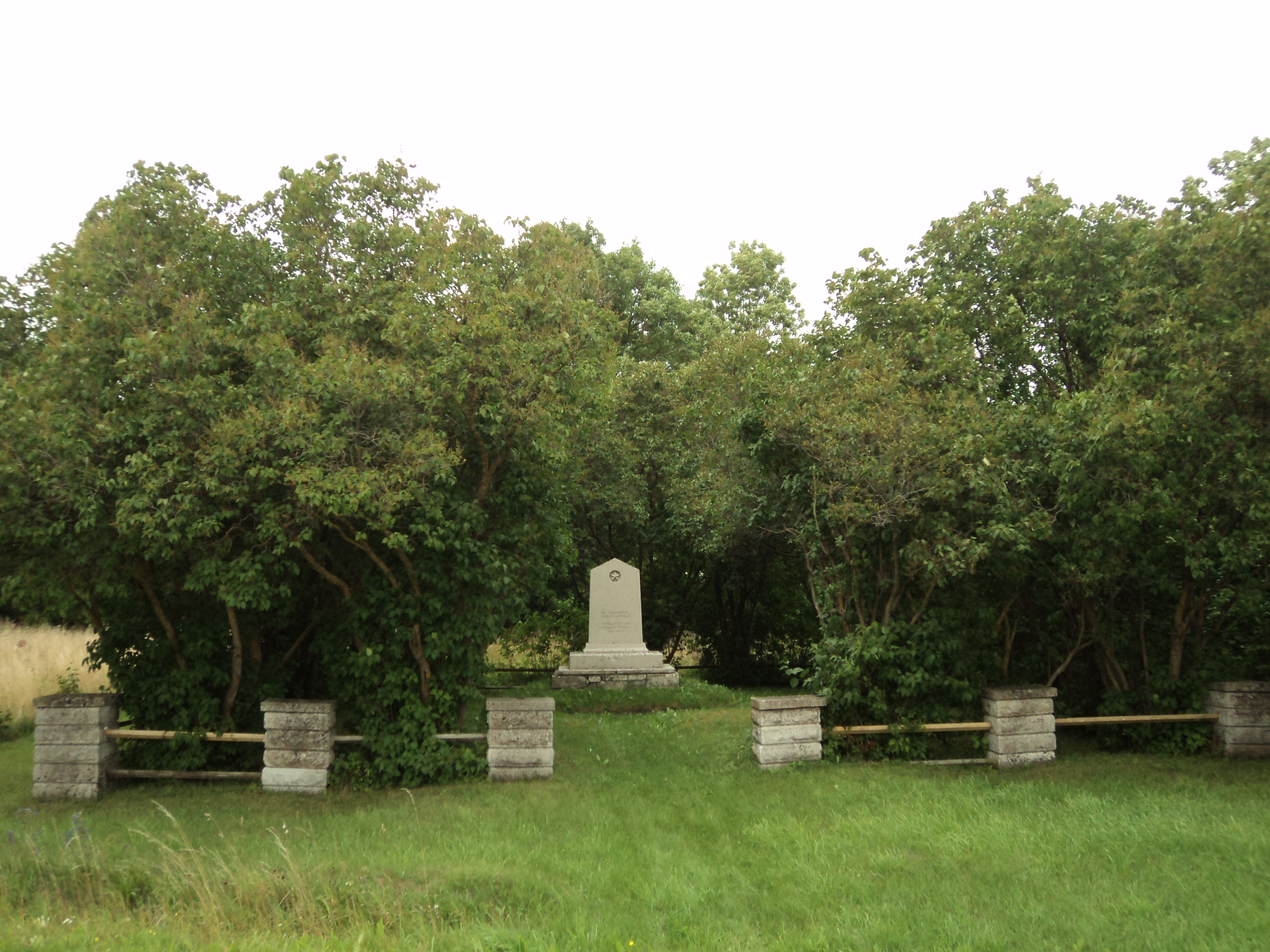
1950 errichtetes Gemeinschaftsgrab für Gefallene des Zweiten Weltkriegs

Iide (deutsch Ide) ist ein Dorf (estnisch küla) in der Landgemeinde Saaremaa im Kreis Saare auf der größten estnischen Insel Saaremaa. Bis 2017 war es der Hauptort der Landgemeinde Torgu, die dann in der Landgemeinde Saaremaa aufging.

## Beschreibung und Geschichte
Der Ort hat 42 Einwohner (Stand 31. Dezember 2011). Er liegt 38 Kilometer südwestlich der Inselhauptstadt Kuressaare.
Das heute nicht mehr existente Gut von Torgu (deutsch Torkenhof) war seit dem 14. Jahrhundert Verwaltungszentrum der Gegend.
In Iide befindet sich die Grundschule der Landgemeinde. Sie geht auf die 1863 gegründete orthodoxe Kirchspielschule zurück.
Die dem Apostel Johannes gewidmete orthodoxe Kirche wurde 1873 errichtet. Im Herbst 1944 wurde sie zerstört. Von dem Gotteshaus stehen heute nur noch die Ruinen.